# تعليم مختلط

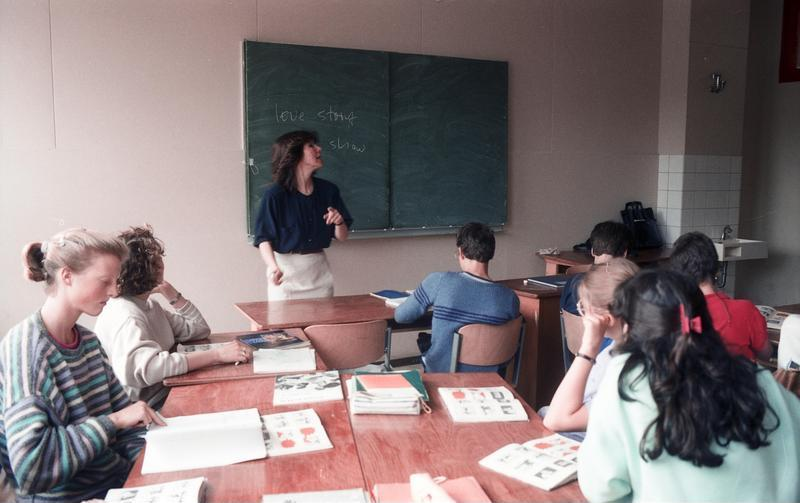
إحدى المدارس المختلطة بمدينة بون الألمانية سنة 1988

التعليم المختلَط هو تعليم الذكور والإناث في مدرسة واحدة من غير فَصل بينهم أو تمييز. في البلاد العربية يكاد التعليم المختلط يقتصر، اليوم، على الجامعات إلا في القليل النادر.